# Élection présidentielle ghanéenne de 2008
L'élection présidentielle ghanéenne de 2008 s'est tenue le 7 décembre 2008, en même temps que les élections législatives. Aucun candidat n'ayant obtenu la majorité absolue des suffrages exprimés lors du premier tour de scrutin, un second tour a eu lieu deux semaines plus tard, le 28 décembre 2008, pour départager John Atta Mills, leader de l'opposition et Nana Akufo-Addo, candidat du parti au pouvoir. Atta Mills a été déclaré officiellement élu le 3 janvier 2009, avec une avance de moins d'1 % des suffrages exprimés sur son rival.

## Contexte
Le 21 décembre 2006, l'ancien vice-président John Atta Mills, qui a, sans succès, brigué la présidence en 2000 et en 2004 au nom du Congrès démocratique national (NDC) contre les candidats du Nouveau Parti patriotique (NPP), a été à nouveau investi candidat par les militants de son parti à une écrasante majorité.
Ancien ministre des Affaires étrangères, Nana Akufo-Addo a lui été désigné candidat par le NPP lors d'un congrès du parti organisé le 23 décembre 2007. Bien que loin d'avoir obtenu une majorité absolue de suffrages de la part des militants, son seul concurrent au sein de ce processus interne, John Alan Kyeremanten, s'est désisté en sa faveur.

## Candidats

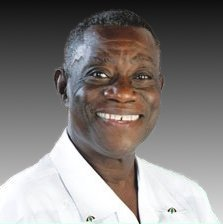
John Atta-Mills

Les huit candidats officiellement enregistrés auprès de la Commission électorale du Ghana.
- Kwabena Adjei - Un directeur d'une entreprise de bois, candidat les Démocrates patriotiques réformés.
- Nana Akufo-Addo - Ancien procureur général et ministre de la Justice, ministre des Affaires étrangères, et actuel membre du Parlement, candidat du Nouveau Parti patriotique (NPP, parti conservateur au pouvoir).
- Kwasi Amoafo-Yeboah - Candidat indépendant
- Emmanuel Antwi-Ansah - Candidat du Parti Démocratique pour la Liberté (DFP, scission du NDC)
- Edward Mahama Nasigri - Candidat de la Convention nationale du peuple (PNC)
- John Evans Atta Mills - Ancien vice-président, candidat du Congrès démocratique national (NDC, d'inspiration sociale-démocrate)
- Paa Kwesi Nduom - Ancien ministre de la Planification économique et de la Coopération régionale, ministre de l'Énergie, ministre de la Réforme du secteur public, et actuellement membre du Parlement, candidat du Parti de la convention du peuple (CPP, socialiste nkrumaïste)
- Thomas Ward Nuako-Brew - Candidat du Parti populaire démocratique (DPP, nkrumaïste).

Un sondage effectué en avril 2008 a fait état d'une légère avance d'Atta Mills sur Akufo-Addo. La Commission nationale pour l'éducation civique a mené l'enquête sur un échantillon de 5 327 personnes. Le sondage a également prédit une forte participation électorale de 96,9 %. Les répondants provenaient de zones côtières, des régions du milieu et du Nord du pays. Un autre sondage effectué en octobre 2008 par Angus Reid Global Monitor donnait au contraire la victoire à Akufo-Addo. Le sondage a été effectué en interrogeant 3 000 adultes dans toutes les régions du pays.

## Résultats
| Candidats                | Candidats                | Partis                             | Premier tour | Premier tour | Second tour | Second tour |
| Candidats                | Candidats                | Partis                             | Voix         | %            | Voix        | %           |
| ------------------------ | ------------------------ | ---------------------------------- | ------------ | ------------ | ----------- | ----------- |
|                          | Nana Akufo-Addo          | Nouveau Parti patriotique          | 4 159 439    | 49,13        | 4 480 446   | 49,77       |
|                          | John Atta-Mills          | Congrès démocratique national      | 4 056 634    | 47,92        | 4 521 032   | 50,23       |
|                          | Paa Kwesi Nduom          | Parti de la convention du peuple   | 113 494      | 1,34         |             |             |
|                          | Edward Mahama            | Convention nationale du peuple     | 73 494       | 0,87         |             |             |
|                          | Emmanuel Ansah-Antwi     | Parti démocratique pour la Liberté | 27 889       | 0,33         |             |             |
|                          | Kwasi Amoafo-Yeboah      | Sans étiquette                     | 19 342       | 0,23         |             |             |
|                          | Thomas Ward-Brew         | Parti populaire démocratique       | 8 653        | 0,10         |             |             |
|                          | Kwabena Adjei            | Démocrates patriotiques réformés   | 6 889        | 0,08         |             |             |
|                          |                          |                                    |              |              |             |             |
| Votes valides            | Votes valides            | Votes valides                      | 8 465 834    | 97,63        | 9 001 478   | 98,98       |
| Votes blancs et nuls     | Votes blancs et nuls     | Votes blancs et nuls               | 205 438      | 2,37         | 92 886      | 1,02        |
| Total                    | Total                    | Total                              | 8 671 272    | 100,00       | 9 094 364   | 100,00      |
| Abstention               | Abstention               | Abstention                         | 3 801 486    | 30,48        | 3 378 394   | 27,09       |
| Inscrits / participation | Inscrits / participation | Inscrits / participation           | 12 472 758   | 69,52        | 12 472 758  | 72,91       |

## Analyse
La participation a été très élevée. Comme les candidats autres que ceux des deux plus grands partis n'étaient crédités que de très faibles scores, une victoire de Akufo-Addo ou Atta Mills dès le premier tour aurait été envisageable, mais Paa Kwesi Nduom a déclaré qu'il souhaitait créer la « surprise » en obtenant suffisamment de voix pour contraindre à l'organisation d'un second tour de scrutin. Ce qui effectivement arriva : après dépouillement de 40 % des bulletins de vote, Akufo-Addo était crédité de 49,5 % des voix contre 47,6 % à Atta Mills. Malgré une remontée d'Atta Mills par la suite, Akufo-Addo était toujours en tête après dépouillement de 70 % des bulletins. Il n'a toutefois finalement pas obtenu la majorité absolue des suffrages exprimés, et a donc dû affronter Atta Mills dans un second tour de scrutin.
Le second tour a eu lieu le 28 décembre 2008, mais en raison de problèmes de logistique liés à la distribution des bulletins de vote, les électeurs du District de Tain, dans le Nord-Ouest de la Région de Brong Ahafo, n'ont pu voter que le 2 janvier 2009. Cet incident semble ne pas être sans rapport avec le fait que les électeurs de Tain ont placé Atta Mills en tête à l'issue du premier tour. La Commission électorale a décidé qu'Atta Mills ne serait pas déclaré vainqueur tant que les résultats dans ce district ne seraient pas connus,. Le NPP a cherché à retarder le vote à Tain, faisant valoir que « l'atmosphère dans le district rural n'était pas propice à une élection libre et juste », mais le parti a été désavoué par la cour. Le NPP a appelé à boycotter le vote, ce qui lui a valu des critiques de la part de groupes de la société civile. Alors que la tension montait à Accra à l'annonce de résultats extrêmement serrés, le président sortant, John Kufuor, a appelé au calme et au respect de l'issue du vote.

## Réactions de la communauté internationale
Les observateurs internationaux ont salué un scrutin libre et régulier. La transition démocratique qui s'est opérée sans encombre à l'issue de cette élection a été saluée par plusieurs pays africains. Le Premier ministre du Kenya, Raila Odinga, déclare à ce titre que « la victoire de John Atta Mills et l'attitude du peuple ghanéen offrent un rare exemple de démocratie en Afrique ». Le président de l'Afrique du Sud, Kgalema Motlanthe, déclare quant à lui que « l'élection au Ghana est un témoignage du respect de la démocratie et de la bonne gouvernance en Afrique [...] Le peuple du Ghana a montré dans les urnes combien il appréciait la démocratie ». Dans un télégramme de félicitations lu dimanche à la télévision nationale, le président de la Côte d'Ivoire, Laurent Gbagbo, a qualifié l'élection de brillante, organisée de manière parfaite et a jugé que la victoire de M. Atta Mills « honore le continent africain ». Dans une lettre publique, le président de la République française Nicolas Sarkozy s'est pour sa part dit « persuadé que vous saurez accompagner votre pays vers de nouveaux progrès, dans le respect des institutions et des libertés qui désormais le caractérise aux yeux de la communauté internationale dans son ensemble ».